# Dieter Hofmann (Trainer)
Dieter Hofmann (* 12. März 1941 in Altenberg; † 18. April 2020 in Freiburg im Breisgau) war ein deutscher Kunstturntrainer.
Hofmann war in der DDR bis zur politischen Wende Cheftrainer der Männerriege des Deutschen Turn-Verbandes. Unter seiner Leitung errang sie 52 Gold-, Silber- und Bronzemedaillen bei internationalen Großereignissen. Bei den Olympischen Sommerspielen 1988 in Seoul gewann die DDR-Riege die Silbermedaille im Teamwettbewerb, Holger Behrendt Gold an den Ringen und Bronze am Reck, Sylvio Kroll Silber am Sprung und Sven Tippelt Bronze am Barren und an den Ringen.
Ab 1991 baute er in Liestal (Schweiz) ein neues Leistungszentrum auf.
Er starb im April 2020 während der COVID-19-Pandemie in der Universitätsklinik Freiburg an der Lungenkrankheit COVID-19.